# Saison 1 d'Hercule Poirot
Chronologie
Saison 2
Cet article présente le guide des épisodes de la saison 1 de la série télévisée britannique Hercule Poirot (Agatha Christie's Poirot).

## Distribution
- David Suchet (VF : Roger Carel) : Hercule Poirot
- Hugh Fraser (VF : Jean Roche) : Capitaine Arthur Hastings (épisodes 01 à 05 ; 07 à 10)
- Philip Jackson (VF : Claude d'Yd) : Inspecteur-chef James Japp (épisodes 01 à 05 ; 08 à 10)
- Pauline Moran (VF : Laure Santana) : Miss Felicity Lemon (épisodes 01 à 05 ; 08 ; 10)

## Épisodes

### Épisode 1:La Cuisine mystérieuse de Clapham
- Royaume-Uni : 8 janvier 1989

- Brigit Forsyth (en) (Mrs Ernestine Todd)
- Dermot Crowley (Arthur Simpson)
- Freda Dowie (en) (Eliza Dunn)
- Antony Carrick (Mr Todd)
- Katy Murphy (en) (Annie)
- Danny Webb (employé des chemins de fer)
- Richard Bebb (en) (Mr D.E.Cameron)
- Brian Poyser (en) (orateur de l'Armée du Salut)
- Frank Vincent (Commissaire de bord)
- Phillip Manikum (sergent de police)
- Jona Jones (agent de police)
- Nicholas Coppin (agent de police)

- Arthur Simpson (meurtre de Davis et vol à la banque)

### Épisode 2:Meurtre par procuration
- Royaume-Uni : 15 janvier 1989

- Juliette Mole (en) (Jane Plenderleith)
- David Yelland (Charles Laverton West)
- James Faulkner (Major Eustace)
- Gabrielle Blunt (en) (Mrs Pierce)
- John Cording (Inspecteur divisionnaire Jameson)
- Barrie Cookson (Dr Brett)
- Christopher Brown (joueur de golf)
- Bob Bryan (barman)
- Beccy Wright (domestique)
- Nicholas Delve (Freddie)
- Moya Ruskin (chanteuse)

- Personne, puis Jane Plenderleith (tentative de meurtre sur Major Eustace) : la victime s'est suicidée, mais la scène est transformée en meurtre par Jane pour faire accuser le Major Eustace.
- Major Eustace : chantage

- d'après la nouvelle Feux d'artifice (1936)
- L'acteur David Yelland interprétant Charles Laverton West jouera par la suite le valet du détective de façon récurrente à partir de l'épisode Le flux et le reflux jusqu'à la fin de la série.

### Épisode 3:L'Aventure de Johnnie Waverly
- Royaume-Uni : 22 janvier 1989

- Geoffrey Bateman (Marcus Waverly)
- Julia Chambers (en) (Ada Waverly)
- Dominic Rougier (Johnnie Waverly)
- Patrick Jordan (en) (Tredwell)
- Carol Frazer (Jessie Withers)
- Sandra Freeman (Miss Collins)
- Robert Putt (Rogers)
- Patrick Connor (en) (Hughes)
- Phillip Manikum (sergent de police)
- Jona Jones (agent de police)
- Jonathan Magnanti (agent de police)
- Samantha Beckinsale (serveuse)

- Marcus Waverly, Tredwell et sa nièce Jessie : faux enlèvement pour détournement de fonds de Mrs Waverly.

### Épisode 4:Le mort avait les dents blanches
- Royaume-Uni : 29 janvier 1989

- Richard Howard (en) (George Lorrimer)
- Tony Aitken (en) (Tommy Pinner)
- Charles Pemberton (Stooge)
- Geoffrey Larder (Harry Clarke)
- Denys Hawthorne (Bonnington)
- Holly de Jong (Dulcie Lang)
- Clifford de Rose (Peter Makinson)
- Philip Locke (en) (Cutter)
- Hilary Mason (Mrs Hill)
- Cheryl Hall (en) (Molly)
- Marjie Lawrence (en) (Irene Muller)
- Su Elliott (en) (Edith)
- John Bardon (en) (employé pour l'entretien des toilettes)
- Peter Waddington (expert médico-légal)
- Guy Standeven (pasteur)
- Andrew Mackintosh (en) (docteur)
- Stephen Pruslin (pianiste)
- John Sessions (commentateur radio)

- George Lorrimer

### Épisode 5:L'Appartement du troisième
- Royaume-Uni : 5 février 1989

- Suzanne Burden (en) (Patricia Matthews)
- Nicholas Pritchard (Donovan)
- Robert Hines (Jimmy)
- Amanda Elwes (Mildred)
- Josie Lawrence (en) (Mrs Grant)
- Susan Porrett (Trotter)
- Alan Partington (Inspecteur Flint)
- James Aiden (Major Sadler)
- Gillian Bailey (Mrs Sadler)
- Norman Lumsden (en) (pasteur)
- George Little (Dicker)
- Jona Jones (agent de police)
- John Golightly (en) (déménageur)
- Peter Aubrey (déménageur)
- Helena McCarthy (propriétaire du café)

- Donovan (mari de la victime)

### Épisode 6:Énigme à Rhodes
- Royaume-Uni : 12 février 1989

- Frances Low (Pamela Lyall)
- Jon Cartwright (Commandant Chantry)
- Annie Lambert (en) (Valentine Chantry)
- Peter Settelen (Douglas Gold)
- Angela Down (en) (Marjorie Gold)
- Timothy Kightley (Major Barnes)
- Al Fiorentini (Inspecteur de police)
- Anthony Benson (Skelton)
- Patrick Monckton (directeur de l'hôtel)
- Dimitri Andreas (caissier grec)
- Georgia Dervis (femme grecque)
- Sofia Olympiou (gentille femme)
- Tilemanos Emanuel (douanier)
- Giannis Hatzigiannis (Commissaire de bord)
- Stephen Gressieux (policier italien)
- George Little (Dicker)
- Martyn Whitby (facteur)

- Commandant Chantry et Marjorie Gold

### Épisode 7:Mystère en mer
- Royaume-Uni : 19 février 1989

- Melissa Greenwood (Kitty Mooney)
- Victoria Hasted (Pamela Cregan)
- Roger Hume (Général Forbes)
- Ben Aris (en) (Capitaine Fowler)
- Dorothea Phillips (Nelly Morgan)
- Sheri Shepstone (Emily Morgan)
- Louisa Janes (Ismene)
- John Normington (Colonel John Clapperton)
- Sheila Allen (en) (Mrs Clapperton)
- Ann Firbank (Ellie Henderson)
- James Ottaway (Mr Russell)
- Geoffrey Beevers (en) (Mr Tolliver)
- Caroline John (Mrs Tolliver)
- Colin Higgins (Skinner)
- Jack Chissick (Bates)
- Yorgos Kotanidis (photographe)
- Panayotis Kaldis (1er marchand)
- Stathis Mauropoulos (2e marchand)

- Colonel John Clapperton

### Épisode 8:Vol au château
- Royaume-Uni : 26 février 1989

- John Stride (en) (Tommy Mayfield)
- Carmen Du Sautoy (en) (Mrs Vanderlyn)
- Ciaran Madden (Lady Mayfield)
- John Carson (Sir George Carrington)
- Phyllida Law (Lady Carrington)
- Guy Scantlebury (Reggie Carrington)
- Albert Welling (en) (Carlile)
- Dan Hildebrand (en) (chauffeur)
- Phillip Manikum (sergent)

- Mrs Vanderlyn (espionnage et chantage) : Exceptionnellement le coupable était déjà connu avant la fin. Le véritable mystère résolu par Poirot était le chantage de Mrs Vanderlyn sur Lord Mayfield et que ce dernier lui a confié les plans (qui étaient faux) en échange d'une lettre prouvant qu'il a passé un contrat avec les Japonais, alors ennemis des britanniques. Selon Poirot, Mrs Vanderlyn aura des ennuis par la suite...

### Épisode 9:Le Roi de trèfle
- Royaume-Uni : 12 mars 1989

- Niamh Cusack (en) (Valérie Saintclair)
- David Swift (en) (Henry Reedburn)
- Jonathan Coy (Bunny Saunders)
- Jack Klaff (en) (Prince Paul de Maurania)
- Rosie Timpson (Miss Deloy)
- Gawn Grainger (en) (Ralph Walton)
- Marc Culwick (en) (jeune homme)
- Vass Anderson (Frampton)
- Avril Elgar (en) (Mrs Oglander)
- Abigail Cruttenden (en) (Géraldine Oglander)
- Sean Pertwee (Ronnie Oglander)
- Cathy Murphy (en) (domestique)

- Personne (accident)

### Épisode 10:Le Songe
- Royaume-Uni : 19 mars 1989

- Alan Howard (en) (Benedict Farley / Hugo Cornworthy)
- Joely Richardson (Joanna Farley)
- Mary Tamm (Mrs Farley)
- Martin Wenner (Herbert Chudley)
- Christopher Saul (Mr Tremlett)
- Paul Lacoux (Dr Stillingfleet)
- Neville Phillips (Holmes)
- Tommy Wright (ouvrier)
- Fred Bryant (ouvrier)
- Donald Bisset (maire)
- Arthur Howell (professeur d'escrime)
- George Little (Dicker)
- Christopher Gunning (chef d'orchestre)
- Richard Bebb (en) (voix des informations)

- Hugo Cornworthy (avec la complicitée de Mrs Farley)